# Dictionary of National Biography
Dictionary of National Biography (DNB) – słownik biograficzny stanowiący standardowy punkt odniesienia w dziedzinie biografii znanych postaci brytyjskiej historii, publikowany od 1885. W 1996 Uniwersytet Londyński opublikował wolumin korekcji zebranych na podstawie Biuletynu Instytutu Badań Historycznych. Zaktualizowany Oxford Dictionary of National Biography (ODNB) został opublikowany 23 września 2004 jako 60-tomowe wydawnictwo i publikacja on-line.

## Oxford Dictionary of National Biography
Nowy słownik został przyjęty w większości pozytywnie, w miesiącach po publikacji pojawiały się okazjonalne negatywne recenzje w brytyjskich gazetach i periodykach związane z merytorycznymi nieścisłościami. Jednakże liczba artykułów publicznie kwestionowanych z tego powodu wynosiła tylko 23 z 50 113 opublikowanych we wrześniu 2004, czego konsekwencją było mniej niż 100 uzasadnionych poprawek merytorycznych. Wszystkie zgłaszane uwagi są brane pod uwagę jako część programu oceny proponowanych poprawek i rozszerzeń do istniejących artykułów, które po zatwierdzeniu mogą zostać wprowadzone do edycji elektronicznej słownika. W 2005 Stowarzyszenie Bibliotek Amerykańskich nagrodziło Oxford Dictionary of National Biography Medalem Dartmouth. Ogólną recenzję słownika opublikowano w 2007.

## Zawartość pierwszego wydania
| tom | nazwiska od-do          | rok wydania | redaktor      |
| --- | ----------------------- | ----------- | ------------- |
| 1   | Abbadie – Anne          | 1885        | Stephen       |
| 2   | Annesley – Baird        | 1885        | Stephen       |
| 3   | Baker – Beadon          | 1885        | Stephen       |
| 4   | Beal – Biber            | 1885        | Stephen       |
| 5   | Bicheno – Bottisham     | 1886        | Stephen       |
| 6   | Bottomley – Browell     | 1886        | Stephen       |
| 7   | Brown – Burthogge       | 1886        | Stephen       |
| 8   | Burton – Cantwell       | 1886        | Stephen       |
| 9   | Canute – Chaloner       | 1887        | Stephen       |
| 10  | Chamber – Clarkson      | 1887        | Stephen       |
| 11  | Clater – Condell        | 1887        | Stephen       |
| 12  | Conder – Craigie        | 1887        | Stephen       |
| 13  | Craik – Damer           | 1888        | Stephen       |
| 14  | Damon – D'Eyncourt      | 1888        | Stephen       |
| 15  | Diamond – Drake         | 1888        | Stephen       |
| 16  | Drant – Edridge         | 1888        | Stephen       |
| 17  | Edward – Erskine        | 1889        | Stephen       |
| 18  | Esdale – Finan          | 1889        | Stephen       |
| 19  | Finch – Forman          | 1889        | Stephen       |
| 20  | Forrest – Garner        | 1889        | Stephen       |
| 21  | Garnett – Gloucester    | 1890        | Stephen       |
| 22  | Glover – Gravet         | 1890        | Stephen i Lee |
| 23  | Gray – Haighton         | 1890        | Stephen i Lee |
| 24  | Hailes – Harriott       | 1890        | Stephen i Lee |
| 25  | Harris – Henry I        | 1891        | Stephen i Lee |
| 26  | Henry II – Hindley      | 1891        | Stephen i Lee |
| 27  | Hindmarsh – Hovenden    | 1891        | Lee           |
| 28  | Howard – Inglethorpe    | 1891        | Lee           |
| 29  | Inglish – John          | 1892        | Lee           |
| 30  | Johnes – Kenneth        | 1892        | Lee           |
| 31  | Kennett – Lambart       | 1892        | Lee           |
| 32  | Lambe – Leigh           | 1892        | Lee           |
| 33  | Leighton – Lluelyn      | 1893        | Lee           |
| 34  | Llywd – MacCartney      | 1893        | Lee           |
| 35  | MacCarwell – Maltby     | 1893        | Lee           |
| 36  | Malthus – Mason         | 1893        | Lee           |
| 37  | Masquerier – Millyng    | 1894        | Lee           |
| 38  | Milman – More           | 1894        | Lee           |
| 39  | Morehead – Myles        | 1894        | Lee           |
| 40  | Myllar – Nicholls       | 1894        | Lee           |
| 41  | Nichols – O'Dugan       | 1895        | Lee           |
| 42  | O'Duinn – Owen          | 1895        | Lee           |
| 43  | Owens – Passelewe       | 1895        | Lee           |
| 44  | Paston – Percy          | 1895        | Lee           |
| 45  | Pereira – Pockrich      | 1896        | Lee           |
| 46  | Pocock – Puckering      | 1896        | Lee           |
| 47  | Puckle – Reidfurd       | 1896        | Lee           |
| 48  | Reilly – Robins         | 1896        | Lee           |
| 49  | Robinson – Russell      | 1897        | Lee           |
| 50  | Russen – Scobell        | 1897        | Lee           |
| 51  | Scoffin – Sheares       | 1897        | Lee           |
| 52  | Shearman – Smirke       | 1897        | Lee           |
| 53  | Smith – Stanger         | 1898        | Lee           |
| 54  | Stanhope – Stovin       | 1898        | Lee           |
| 55  | Stow – Taylor           | 1898        | Lee           |
| 56  | Teach – Tollet          | 1898        | Lee           |
| 57  | Tom – Tytler            | 1899        | Lee           |
| 58  | Ubaldini – Wakefield    | 1899        | Lee           |
| 59  | Wakeman – Watkins       | 1899        | Lee           |
| 60  | Watson – Whewell        | 1899        | Lee           |
| 61  | Whichcord – Williams    | 1900        | Lee           |
| 62  | Williamson – Worden     | 1900        | Lee           |
| 63  | Wordsworth – Zuylestein | 1900        | Lee           |

### Domena publiczna
- DNB w anglojęzycznych wikiźródłach. [dostęp 2011-05-08]. (ang.).
- Linki do wydań DNB znajdujących się w domenie publicznej. [dostęp 2011-05-08]. (ang.).